# Night of the Day of the Dawn
Pour plus de détails, voir Fiche technique et Distribution.
Night of the Day of the Dawn of the Son of the Bride of the Return of the Revenge of the Terror of the Attack of the Evil, Mutant, Alien, Flesh Eating, Hellbound, Zombified Living Dead Part 2: In Shocking 2-D, abrégé en Night of the Day of the Dawn (littéralement « La Nuit du jour de l'aube »), est un film d'horreur parodique américain, écrit et réalisé par James Riffel (en) et sorti en 1991.
Le film est une parodie de La Nuit des morts-vivants, un classique du cinéma d'horreur sorti en 1968.
Son titre, qui met à la suite les uns des autres une vaste gamme de mots utilisés par le cinéma d'exploitation pour nommer les suites de films à succès (en surchargeant de termes sensationnalistes le titre du film original plutôt que de créer quelque chose de nouveau), est particulièrement long et est souvent considéré comme l'un des titres de film les plus longs de l'histoire du cinéma.

## Synopsis
Le film a été créé en modifiant la bande-son du film d'horreur La Nuit des morts-vivants (1968), avec des dialogues parodiques et en ajoutant de nouvelles séquences. Quoiqu'il n'ait été distribué à l'origine que dans 500 clubs vidéo aux États-Unis, le film est devenu culte depuis.
Il est le deuxième d'une série de cinq films basés sur le même principe, mais le premier à être sorti « commercialement » ; l'auteur, James Riffel (en), a déclaré que « Night of the Day of the Dawn… Part 1 » était visible « au fond d'un des placards de la maison de [ses] parents ». Cependant, on peut aussi penser que ce premier film n'existe pas et que le « Part 2 » du titre n'est là que pour prolonger le gag de « suite de la suite de la suite… »